# حصار شيزر
حصار شيزر وقع من 28 أبريل حتى 21 مايو 1138، فرضت القوات المتحالفة من الامبراطورية البيزنطية وإمارة أنطاكية وكونتية الرها حصاراً على شيزر في سوريا، عاصمة إمارة المنقذين. أسفر الحصار عن دفع أمير شيزر للإستسلام وأصبح تابعاً للامبراطورية البيزنطية.